# Sangok-dong
Sangok-dong (koreanska: 산곡동) är en stadsdel i staden Incheon i Sydkorea, 26 km väster om huvudstaden Seoul. Den ligger i stadsdistriktet Bupyeong-gu.

## Indelning
Administrativt är Sangok-dong indelat i:
| Namn    | Namn               | Yta km² | Invånare 31 dec 2020 |
| ------- | ------------------ | ------- | -------------------- |
| 산곡1동 | Sangok1 (il)-dong  | 2,07    | 13 480               |
| 산곡2동 | Sangok 2(i)-dong   | 0,92    | 32 158               |
| 산곡3동 | Sangok 3(sam)-dong | 1,43    | 22 588               |
| 산곡4동 | Sangok 4(sa)-dong  | 0,76    | 18 150               |